# Gymnobracon insignis
Gymnobracon insignis är en stekelart som först beskrevs av Per Abraham Roman 1924.  Gymnobracon insignis ingår i släktet Gymnobracon och familjen bracksteklar. Utöver nominatformen finns också underarten G. i. rufescens.